# Yeah Yeah Yeahs
Yeah Yeah Yeahs est un groupe de rock américain, originaire de New York. Leur style musical est un mélange de styles rétro avec des guitares heavy rock/post-punk, des sons artificiels, des cris et des « vocalises bluesy », à mi-chemin entre Blondie et Siouxsie and the Banshees,.

## Biographie

### Débuts etFever to Tell(2000–2004)

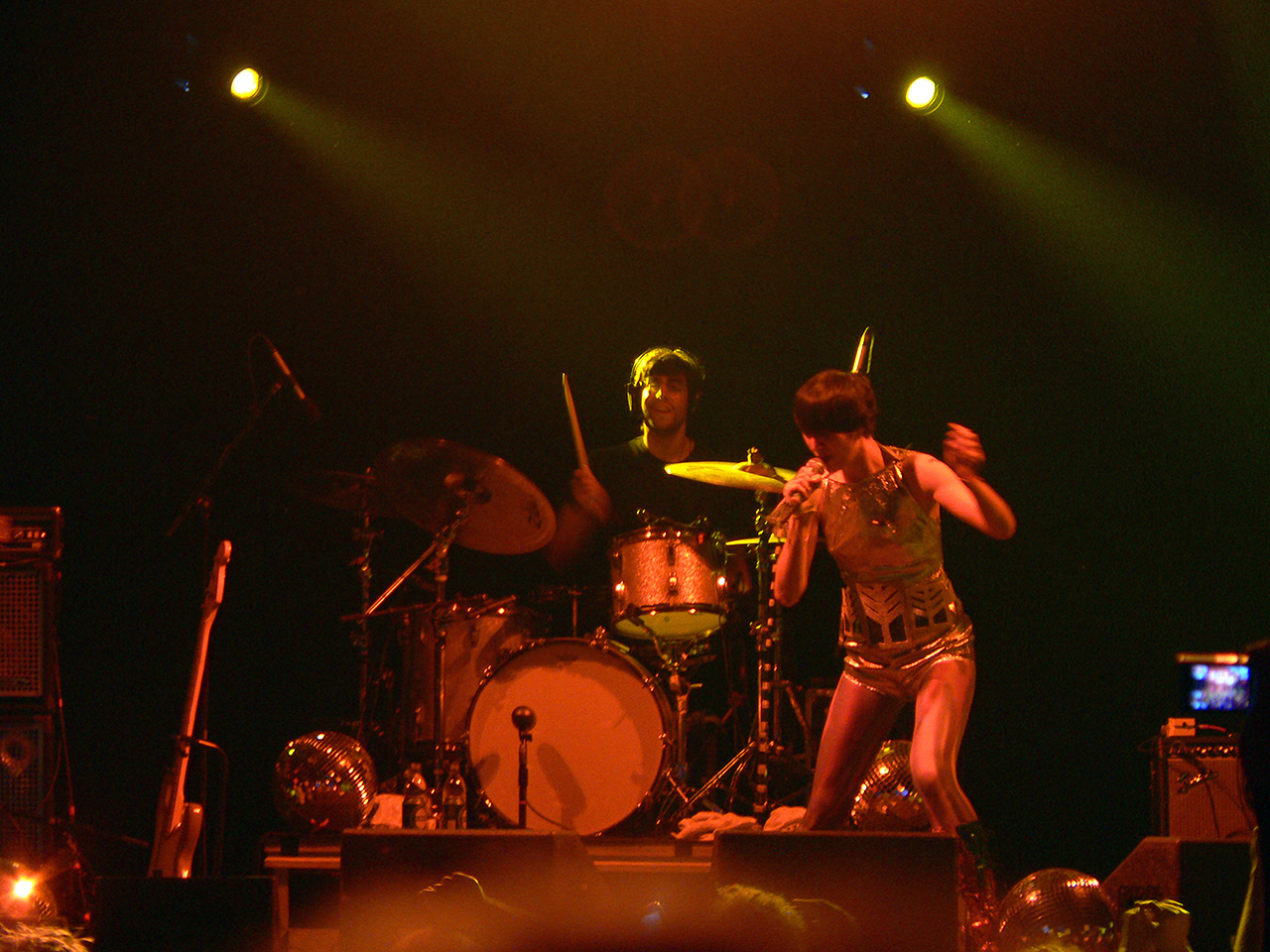
Concert des Yeah Yeah Yeahs à Malmö, en Suède, le 22 août 2006.

Le groupe se forme en 2000 à Williamsburgh, Brooklyn quand Karen O et Nick Zinner se rencontrent dans un bar new-yorkais. Le groupe sort son premier album en 2003 après avoir longuement écumé les salles de concert new-yorkaises. Ils écrivent ensemble des chansons folk/acoustiques. Ils appellent alors un ancien ami d'école de Karen, Brian Chase (batteur).
Au début de l'année 2001, les Yeah Yeah Yeahs enregistrent un EP composé de cinq titres, communément nommé The Bang! EP, au Teel’s Funhouse studios de Manhattan. En mars, le groupe joue à Austin au Texas lors d'un festival ; leur show électrifiant et les exploits de Karen et de son ami/styliste Christian Joy leur font faire la une des pages locales. En mars 2002, le groupe vient en tournée en Europe en première partie de Jon Spencer Blues Explosion. À la fin de l'année 2002, le NME classe l'EP  no 2 dans leurs singles de l'année.
De retour à Brooklyn, les YYYs commencent l'enregistrement de leur premier album. Cela prend plus de temps que prévu et ils se trouvent dans l'obligation d'annuler leurs dates aux festivals de Reading et Leeds. Ils retournent avec Jon Spencer Blues Explosion et Sleater-Kinney en septembre/octobre, YYYs ont maintenant terminé leur album Fever to Tell mixé par Alan Moulder à Londres début 2003. Les YYYs signent chez Polydor UK. Le clip du single Y Control est réalisé par Spike Jonze. En octobre 2004, sort le DVD Tell Me What Rockers to Swallow, qui comprend des clips, des interviews du groupe et un concert enregistré à The Fillmore, à San Francisco.

### Show Your Bones(2005–2007)
Leur nouvel album Show Your Bones est sorti le 27 mars 2006. Pour la chanteuse Karen O, « il y a dans cet album comme un courant électrique passant dans les chansons, l'illuminant de l’intérieur, pour vous faire rire, pleurer, frémir ou pas, mais surtout Show Your Bones vous donne à peu près la même sensation que si vous mettiez vos doigts dans une prise de courant[réf. nécessaire]. » Karen O, le batteur Brian Chase et le guitariste Nick Zinner ont enregistré cet album avec le producteur Squeak E Clean et mixé avec Alan Moulder (My Bloody Valentine, Nine Inch Nails, The Smashing Pumpkins, Marilyn Manson et The Cure).
Leur album précédent, Fever to Tell (2003), est nommé pour un Grammy comme « Best Alternative Music Album », le clip de Maps étant nommé aux MTV Music Video Awards comme « Best Art Direction / Best Cinematography / MTV2 Awards ». Fever To Tell est aussi le meilleur album de l’année selon le New York Times. Le morceau Gold Lion est le premier single extrait de cet album et sera la musique de la publicité pour le parfum Elle d'Yves Saint Laurent, mais aussi celle de la publicité française pour l'iPad. Le titre Phenomena est le titre du générique de fin du film Les Ruines.

### It's Blitz!(2008–2009)
Le 31 mars 2009 sort aux États-Unis, le troisième album studio des YYYs (le 6 avril 2009 pour le reste du monde), intitulé It's Blitz!. Les trois musiciens déclarent à sa sortie que leur disque sonne autrement que ses prédécesseurs, mais sonne toujours comme du Yeah Yeah Yeahs. Il contient cependant beaucoup plus d'éléments électro que les deux premiers albums. Les synthétiseurs sont très présents, et la musique du groupe devient plus accessible qu'auparavant. Le chant de Karen O est lui plus posé, plus mélodieux, plus maîtrisé.
Le premier single à en être extrait est Zero, puis suivra Heads Will Roll, qui deviendra rapidement un hit-single en Europe, et ensuite Skeletons, qui sera le troisième et dernier extrait. À l'été 2009, les YYYs se lancent dans une tournée européenne qui fera escale dans quelques festivals du vieux continent, comme celui de Werchter le samedi 4 juillet 2009. Le titre Runaway sera utilisé en 2013 pour une publicité de la marque Calvin Klein réalisé par David Fincher.

### Mosquitoet pause (2011–2016)
Leur quatrième album, Mosquito, est sorti le 16 avril 2013. L'album fait participer Dave Sitek et Nick Launay de TV on the Radio, et James Murphy de LCD Soundsystem à la production. Le premier single, Sacrilege, est publié le 25 février 2013. Despair est le second single, publié le 23 juillet 2013.
En date de décembre 2014, les Yeah Yeah Yeahs restent en pause. En 2016, la chanson Maps, sortie par le groupe en 2003, est interpolée dans le titre Hold Up de Beyoncé.

### Retour (depuis 2017)
Le 20 juin 2017, les Yeah Yeah Yeahs annoncent leur participation au festival Sound on Sound le 10 novembre, à Austin, au Texas. Les Yeah Yeah Yeahs publient une version remasterisée de l'album Fever to Tell le 20 octobre 2017 via Interscope / UMe. Il comprend des démos inédites, des faces B, et autres bonus issus de cette période.

## Discographie

### Singles
- 2002 : Machine
- 2003 : Date With the Night
- 2003 : Maps
- 2003 : Y control
- 2003 : Pin
- 2006 : Gold Lion
- 2006 : Turn Into
- 2006 : Cheated Hearts
- 2009 : Zero
- 2009 : Heads Will Roll
- 2010 : Skeletons
- 2011 : Sealings (ost Spiderman 3 )
- 2013 : Sacrilege